# Syen Toula
Syen Toula est une commune du Mali, dans le cercle de Bougouni et la région de Bougouni.

## Villages
La commune s'étend sur 11 localités relevées lors du recensement général de 2009. 
Les villages les plus peuplés sont :
- Dossola (1 470 habitants)
- Sienbougou Linguekoro (1 387 habitants)
- Komogola (1 367 habitants)